# Bystřany
Obec Bystřany (německy Wisterschan) se nachází v okrese Teplice v Ústeckém kraji, dva kilometry jihovýchodně od Teplic při potoku Bystřice na úpatí Doubravské hory. Žije v ní přibližně 1 900 obyvatel.

## Historie
První písemná zmínka o vesnici pochází z roku 1542. V letech 1938 až 1945 byly Bystřany (v důsledku uzavření Mnichovské dohody) přičleněny k nacistickému Německu.

## Obyvatelstvo
|                                                                                              | 1869 | 1880 | 1890 | 1900  | 1910  | 1921  | 1930  | 1950  | 1961  | 1970  | 1980  | 1991  | 2001  | 2011  |
| -------------------------------------------------------------------------------------------- | ---- | ---- | ---- | ----- | ----- | ----- | ----- | ----- | ----- | ----- | ----- | ----- | ----- | ----- |
| Obyvatelé                                                                                    | 259  | 492  | 626  | 1 302 | 1 515 | 1 512 | 1 752 | 1 208 | 1 322 | 1 437 | 1 421 | 1 312 | 1 199 | 1 134 |
| Domy                                                                                         | 24   | 33   | 43   | 84    | 106   | 119   | 169   | 212   | 374   | 217   | 230   | 239   | 274   | 280   |
| Data z roku 1961 zahrnují i domy z místních částí Nechvalice, Nové Dvory, Světice a Úpořiny. |      |      |      |       |       |       |       |       |       |       |       |       |       |       |

## Pamětihodnosti

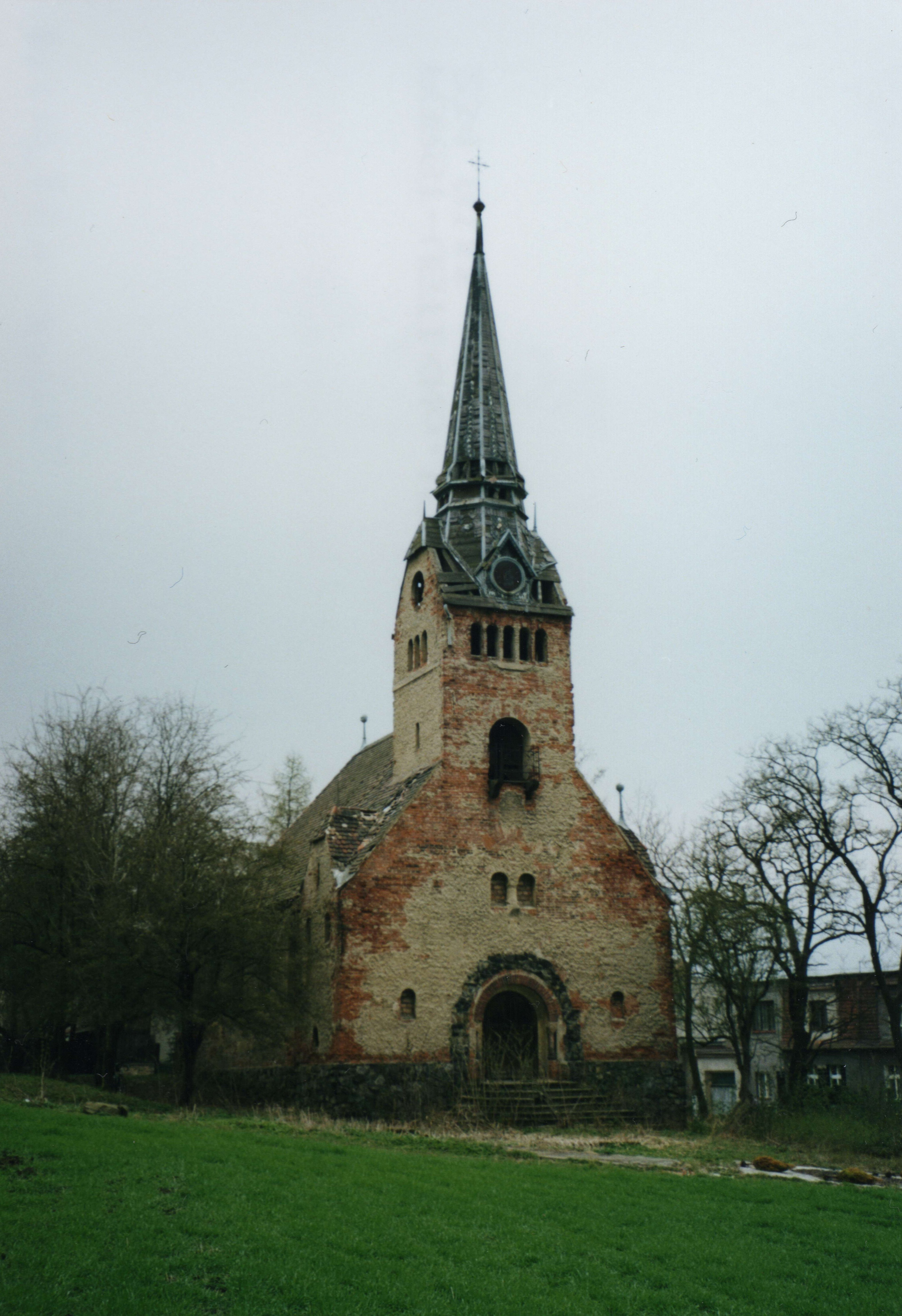
Evangelický kostel v Bystřanech (před opravou)

- Kostel církve českobratrské evangelické. Zachovaly se plány na výstavbu z let 1902–1903, kdy byl stavebníkem Stavební spolek německého evangelického sboru v Bystřanech;dne 19. října 1902 byl kostel vysvěcen.[7][8] Kostel stojí v horní části obce nad průjezdní silnicí. Býval v něm sklad sena mysliveckého sdružení.[7] Značně zchátral, později byl však opraven. Litinový zvon, který se zde původně nacházel a je stále v dobrém stavu, byl před několika lety snesen z věže a je uložen ve skladu na obecním úřadě v Bystřanech, aby se tak zabránilo jeho odcizení.
- Kaple Neposkvrněného početí Panny Marie. Drobná kaple z roku 1811 stojí na návsi v obci nad hlavní silnicí. Zvon byl z cibulovité věžičky před nedávnem odcizen.[kdy?]
- Rodinný dům Františka Cajthamla.
- Přádelna na zpracování egyptské bavlny. Byla založena bratry Grohmanny, kteří jí zprovoznili roku 1907. Historicky cenná secesní továrna byla v únoru roku 2014 zbořena.[9]

## Doprava
Obec je přeťata vedví silnicí I/8. Je zde zastávka regionální trati Lovosice – Teplice. Častější je ovšem spojení autobusy teplické MHD.

## Části obce
- Bystřany
- Nechvalice
- Nové Dvory
- Světice
- Úpořiny

## Další fotografie

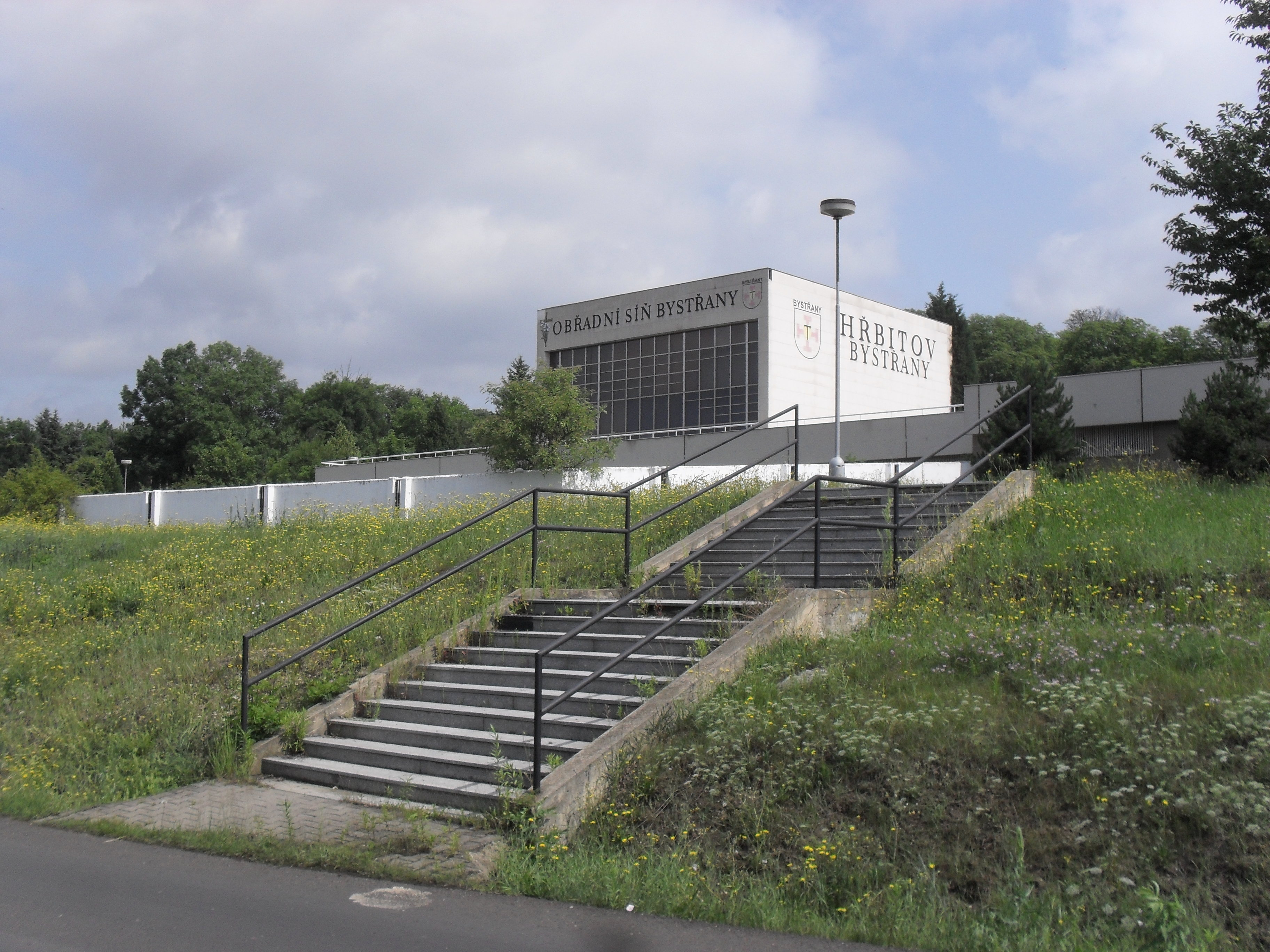
Obřadní síň Bystřany
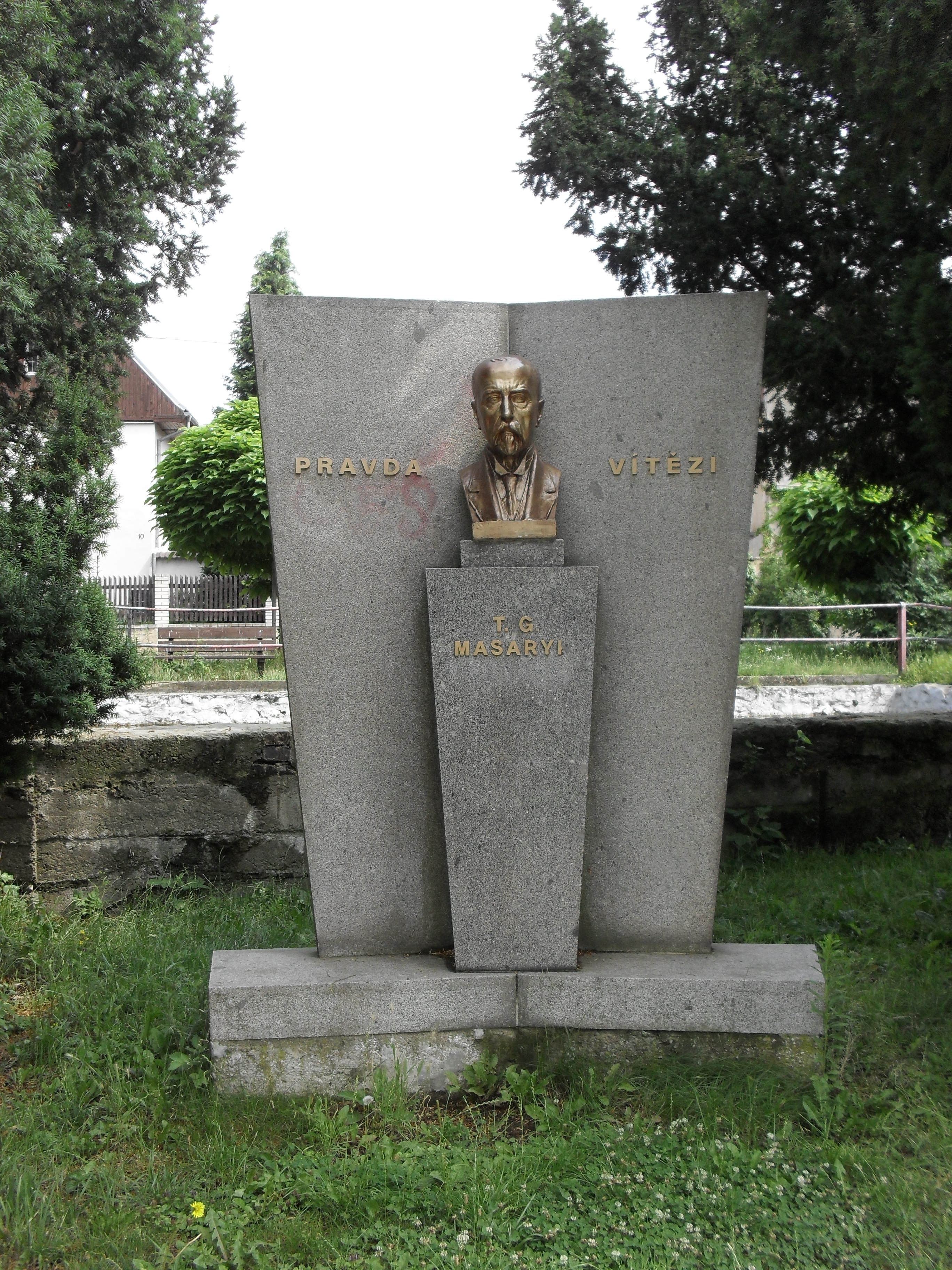
Pomník TGM v Bystřanech
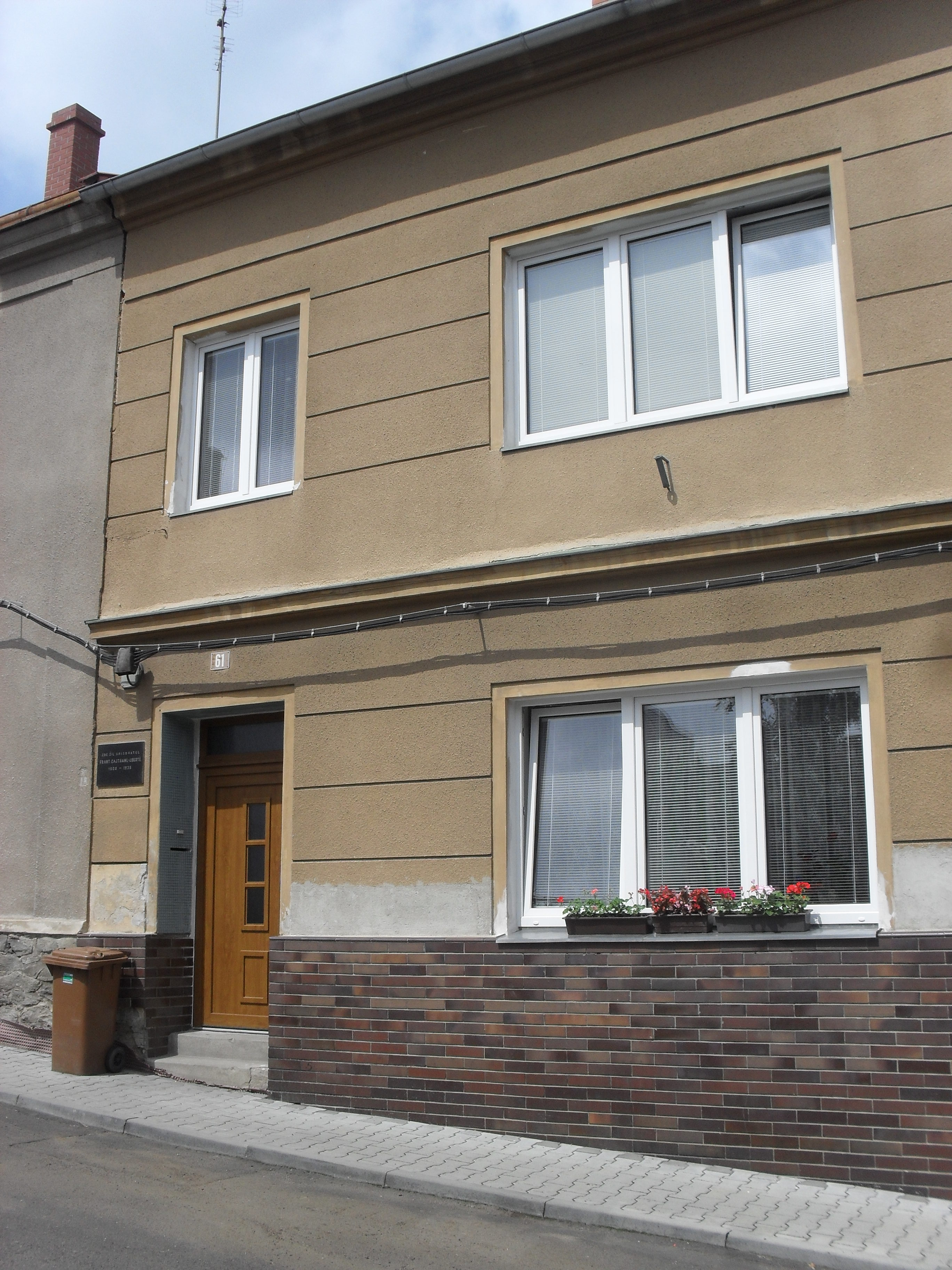
Cajthamlův dům v Bystřanech
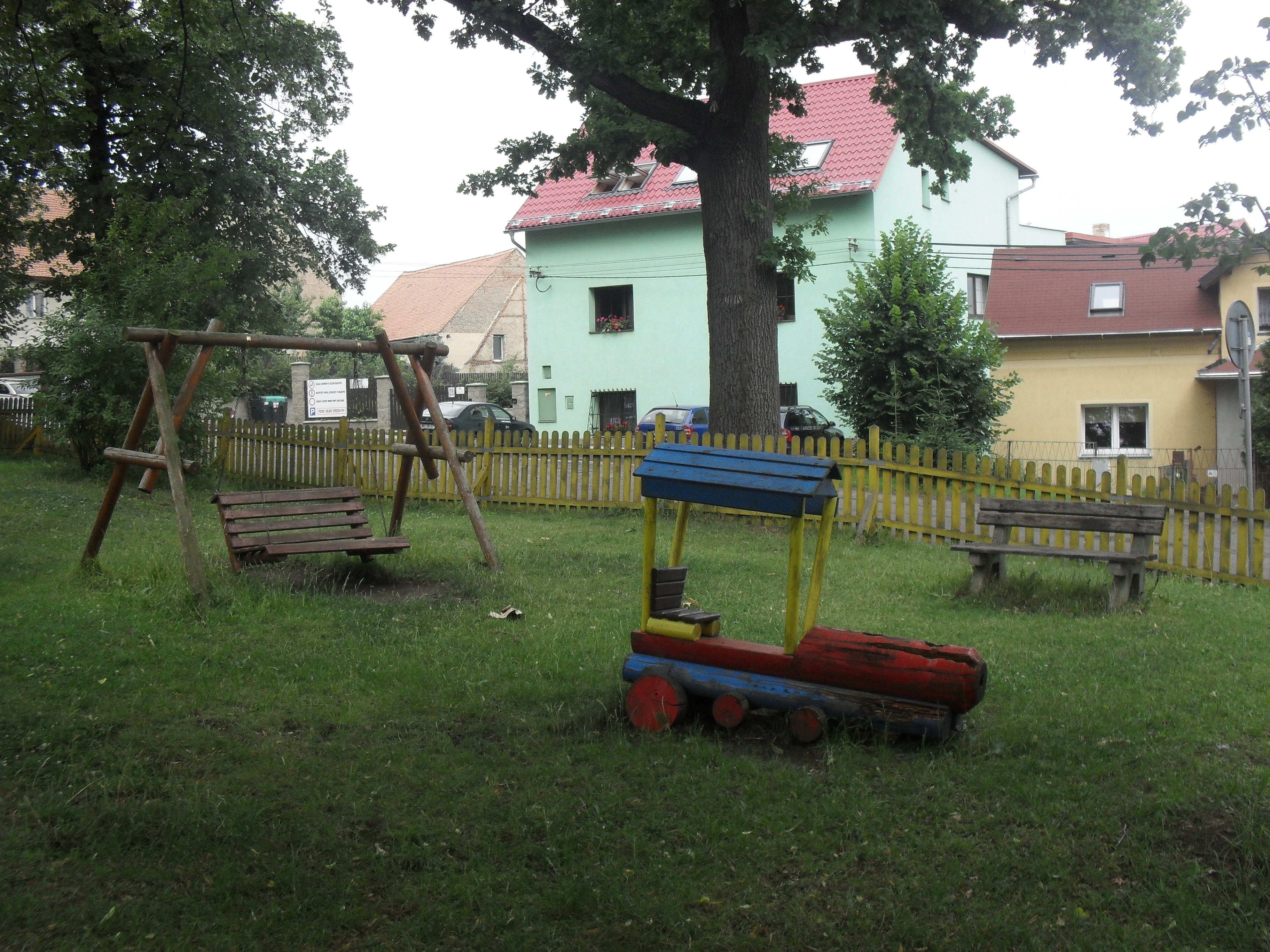
Dětské hřiště